# Calorimetro delle mescolanze
Il calorimetro delle mescolanze (o calorimetro di Regnault) è uno strumento calorimetrico, in grado di misurare scambi di calore tra sostanze e nei vari passaggi di stato.
Esso è costituito da un recipiente a pareti adiabatiche e a bassa conducibilità termica in modo da minimizzare la quantità di calore disperdibile, che si può chiudere per mezzo di un tappo. In accoppiamento si pone un termometro (spesso a mercurio) per la misura delle differenze di temperatura, in contatto termico con l'interno, e un agitatore. 
Per le misure delle quantità di calore è necessario tenere conto della capacità termica del calorimetro, del termometro e dell'agitatore. Esso non può essere considerato un sistema chiuso: inevitabilmente si hanno perdite di calore con l'esterno, anche sotto forma di vapore. La quantità di calore che scambia segue la legge di conduzione del calore:
{\displaystyle dQ=k\cdot (T(t)-T_{a})\cdot dt}
dove k è una costante di conducibilità termica delle pareti del calorimetro che tiene conto di tutti gli effetti di conduzione. Ne segue che la temperatura entro il calorimetro, sapendo che {\displaystyle dQ=C\cdot dT} è la quantità di calore che assorbe l'ambiente uguale a quella dispersa dal calorimetro, si ottiene per integrazione per separazione di variabili:
{\displaystyle {\frac {T_{a}-T(t)}{T_{a}-T(0)}}=e^{-{\frac {t}{\tau }}}}
dove {\displaystyle \tau ={\frac {C}{K}}} è la costante di tempo del calorimetro, ci dice che il calorimetro arriva all'equilibrio termico con legge esponenziale. In base a quanto vale {\displaystyle \tau } si deve tenere conto delle perdite del calorimetro. Per piccoli intervalli di tempo rispetto a {\displaystyle \tau } si può approssimare la precedente:
{\displaystyle T(t)\cong T(0)+(T_{a}-T(0))\cdot {\frac {t}{\tau }}}

## Equivalente in acqua del calorimetro
Abbiamo detto che bisogna tenere presente la capacità termica del calorimetro. In generale si fornisce la capacità termica del calorimetro {\displaystyle C_{c}} come prodotto: {\displaystyle M^{*}\cdot c_{a}}, dove {\displaystyle c_{a}} è il calore specifico dell'acqua e {\displaystyle M^{*}} si chiama equivalente in acqua del calorimetro, cioè la massa d'acqua che assorbe la stessa quantità di calore delle parti del calorimetro durante lo scambio termico. Per la sua misura si introduce dentro il calorimetro una quantità di acqua nota, {\displaystyle M_{1}} che una volta raggiunto l'equilibrio termico con il calorimetro si trova a temperatura {\displaystyle T_{1}}. Successivamente si aggiunge un'altra quantità di acqua nota, {\displaystyle M_{2}}, a temperatura {\displaystyle T_{2}<T_{1}}, e si aspetta il raggiungimento del nuovo equilibrio termico a temperatura {\displaystyle T_{eq}}. Le quantità di calore scambiate devono essere uguali:
{\displaystyle Q_{1}=Q_{2}}
{\displaystyle C\cdot \Delta T=C_{2}\cdot \Delta T'} con {\displaystyle C=C_{C}+C_{a}} e {\displaystyle C_{a}=c_{a}\cdot M_{1}} ho:
{\displaystyle (M_{1}\cdot c_{a}+C_{c})(T_{1}-T_{eq})=M_{2}\cdot c_{a}\cdot (T_{eq}-T_{2})}
quindi da {\displaystyle C_{c}=M^{*}\cdot c_{a}}:
{\displaystyle (M_{1}+M^{*})(T_{1}-T_{eq})=M_{2}\cdot (T_{eq}-T_{2})}
si ricava l'equivalente in acqua del calorimetro:
{\displaystyle M^{*}={\frac {M_{2}\cdot (T_{eq}-T_{2})-M_{1}\cdot (T_{1}-T_{eq})}{T_{1}-T_{eq}}}}
Posso ricavare {\displaystyle M^{*}} anche con {\displaystyle T_{2}>T_{1}}. Il procedimento è analogo, ci sono solo da modificare i {\displaystyle \Delta T}.

## Misure di calori specifici di una sostanza
Con lo stesso procedimento sperimentale del calcolo dell'equivalente in acqua del calorimetro si possono misurare anche i calori specifici di sostanze non interagenti con l'acqua. Immettiamo nel calorimetro una quantità nota di acqua {\displaystyle M_{1}} a temperatura {\displaystyle T_{1}} e immergiamo un solido di massa {\displaystyle M_{s}} a temperatura {\displaystyle T_{2}} di calore specifico incognito {\displaystyle c_{s}} entro il calorimetro. Lo scambio di calore alla temperatura di equilibrio {\displaystyle T_{eq}} del sistema è:
{\displaystyle (M_{1}+M^{*})\cdot c_{a}\cdot (T_{eq}-T_{1})=-M_{s}\cdot c_{s}\cdot (T_{eq}-T_{2})}
dove {\displaystyle M^{*}} è sempre l'equivalente in acqua del calorimetro che deve essere noto. Dunque:
{\displaystyle c_{s}={\frac {(M_{1}+M^{*})\cdot c_{a}\cdot (T_{eq}-T_{1})}{M_{s}\cdot (T_{2}-T_{eq})}}}

## Misure del calore latente di una transizione di fase
Consideriamo il caso di voler misurare il calore latente di fusione del ghiaccio. Immettiamo una quantità nota di acqua {\displaystyle M_{1}} entro il calorimetro a temperatura {\displaystyle T_{1}}. Ora si introduce una quantità di ghiaccio fondente {\displaystyle M_{2}} e si aspetta fino a che tutto il ghiaccio non sia passato allo stato liquido raggiungendo una temperatura di equilibrio {\displaystyle T_{eq}}. La quantità di calore ceduta dall'acqua {\displaystyle Q_{1}} deve essere uguale alla quantità di calore {\displaystyle Q_{2}} complessivamente necessaria per fondere il ghiaccio e per portare poi alla temperatura di equilibrio l'acqua ottenuta tramite la fusione:
{\displaystyle Q_{1}=c_{a}\cdot (M_{1}+M^{*})\cdot (T_{1}-T_{eq})}
deve essere uguale a:
{\displaystyle Q_{2}=\lambda _{f}\cdot M_{2}+M_{2}\cdot c_{a}\cdot (T_{eq}-T_{f})}
dove la temperatura del ghiaccio fondente {\displaystyle T_{f}} è 0 °C. In base a queste quantità di calore si trova {\displaystyle \lambda _{f}} del ghiaccio. La massa del ghiaccio si può anche misurare per differenza tra la quantità di acqua iniziale e quella a fusione completata.
Ovviamente in questa misurazione il calore disperso nell'unità di tempo potrebbe essere rilevante. Inoltre l'equivalente in acqua del calorimetro dipende molto dalle temperature. 
La misura del calore latente di evaporazione è concettualmente simile, anche se a livello sperimentale più complessa: bisognerebbe raccogliere il vapore, e la dispersione totale sarebbe ancora più notevole.